# Mixomelia
Mixomelia is een geslacht van vlinders van de familie spinneruilen (Erebidae), uit de onderfamilie Herminiinae.

## Soorten
- M. adda Swinhoe
- M. albapex Hampson, 1895
- M. albeola Rothschild, 1916
- M. aroa Bethune-Baker, 1908
- M. cidarioides Hampson, 1891
- M. ctenucha Turner, 1902
- M. diagramma Prout, 1928
- M. duplexa Moore, 1882
- M. duplicinota Hampson, 1895
- M. erecta Moore, 1882
- M. erythropoda Hampson, 1896
- M. palumbina Butler, 1889
- M. producta Hampson, 1907
- M. relata Hampson, 1891
- M. rivulosa Wileman, 1915
- M. saccharivora Butler, 1889